# Filoncholaimus longissimecaudatus
Filoncholaimus longissimecaudatus är en rundmaskart som först beskrevs av Hans August Kreis 1932.  Filoncholaimus longissimecaudatus ingår i släktet Filoncholaimus och familjen Oncholaimidae. Inga underarter finns listade i Catalogue of Life.